# Бурда (горы)
Бу́рда (словац. Burda) — небольшой горный массив в южной Словакии в районе Нове Замки у Штурова. С востока массив ограничен рекой Ипель, с запада — притоком Грона Байтавским потоком, с юга — Дунаем. Наивысшая точка — гора Бурдов, 388 м у хутора Ковачов. Разницы высот колеблются в пределах 180—310 м. Образует единый геоморфологический район с венгерскими горами Бёржёнь.

## Флора
На северных склонах произрастает граб, акация, клён татарский, миндаль и в небольшом количестве встречается бук, возле воды можно встретить дубы. Южный и западный склоны покрыты виноградниками.

## Фауна
Фауна данной местности довольна разнообразна, здесь обитают и многие редкие виды. Здесь вы можете увидеть: богомола, Эскулапова полоза, филина, дикого кабана, лесную кошку, косулю и других животных.
По территории горы проходит три туристических маршрута.